# EyeToy: Groove
EyeToy: Groove is een computerspel uit 2003, ontwikkeld door SCE London Studio en uitgegeven door Sony Computer Entertainment, ontwikkeld voor de EyeToy. Het is een dansspel, waarin de speler op het goede moment op het ritme van de muziek bepaalde plekken op het scherm moet aantikken met de armen.
Het spel heeft een ingebouwde calorieteller. In het begin geeft de speler zijn gewicht op en aan het eind van het spel geeft het aan hoeveel hij verbrand heeft.

## Muziek
Het spel heeft 25 nummers uit verschillende genres. Deze zijn onder andere van: The Cheeky Girls, Daniel Bedingfield, Elvis Presley, Fatboy Slim, Groove Armada, Good Charlotte, The Jackson 5, Jessica Simpson, Las Ketchup, Madonna, en Village People.